# Cyclogramma squamaestipes
Cyclogramma squamaestipes là một loài dương xỉ trong họ Thelypteridaceae. Loài này được Tagawa mô tả khoa học đầu tiên năm 1938.